# Fritz Haußmann
Fritz Gottlob Haußmann (auch: Haussmann; * 9. September 1900 in Kirchheim unter Teck; † 17. November 1975) war ein deutscher Landtagsabgeordneter der CDU in Baden-Württemberg.

## Leben
Fritz Haußmann wurde am 9. September 1900 in Kirchheim unter Teck geboren. Er erhielt seine Schulbildung an der evangelischen Volksschule in Kirchheim/Teck.
Er machte eine Lehre im Gipserhandwerk und legte seine Meisterprüfung 1929 ab. 
Im Ersten Weltkrieg wurde er noch im Frühjahr 1918 zum Kriegsdienst eingezogen.
Von 1919 bis 1923 war er in der Landwirtschaft tätig.
1925 bis 1928 machte er eine Missionsausbildung in Bad Liebenzell.

### Politische Karriere
Seit 1945 war er Mitglied des Gemeinderats in Kirchheim/Teck. Seit 1954 war er im Kreistag in Nürtingen.
Seit März 1956 war er Mitglied des Landtags.

## Familie
Haußmann war verheiratet und hatte drei Kinder.